# Christiaan Huygens
Christiaan Huygens (/ˈhœyɣəns/) (14 tháng 4 năm 1629 – 8 tháng 7 năm 1695) là một nhà toán học, thiên văn học và vật lý học người Hà Lan. Ông được coi là một trong những nhà khoa học tiên phong của Cách mạng Khoa học với những nghiên cứu mang tính đột phá trong các lĩnh vực Toán học, Vật lý và Thiên văn học. Huygens còn là một nhà phát minh lớn đặc biệt với các sáng chế về đồng hồ.

## Cuộc đời và sự nghiệp
Christiaan Huygens sinh năm 1629 tại Den Haag, Hà Lan trong một gia đình quyền quý có truyền thống khoa học, bố ông là Constantijn Huygens, vốn là thư ký cho hoàng tử và là bạn của René Descartes. Ông học luật và toán ở Đại học Leiden và Đại học Orange ở Breda trước khi chuyển sang học khoa học.
Với tư cách một nhà vật lý, Huygens đã thu hút sự chú ý từ giới khoa học với ý kiến cho rằng ánh sáng có tính chất sóng, mà sau đó đã trở thành phương tiện để hiểu lưỡng tính sóng hạt. Năm 1655, sử dụng kiểu kính thiên văn do mình chế tạo, Christiaan Huygens đã phát hiện ra vê tinh Titan của Sao Thổ và kiểm chứng được rằng vành đai Sao Thổ có chứa đá . Cùng năm đó ông quan sát và vẽ phác thảo được hình dáng của tinh vân Orion, những khám phá này sau đó được in trong tác phẩm Systema Saturnium (1659). Huygens cũng thành công trong việc chia tinh vân thành các ngôi sao khác nhau, nội vùng sáng hơn của tinh vân Orion được đặt tên là Vùng Huygens (Huygens region). Ông cũng đồng thời phát hiện ra vài tinh vân năm giữa các vì sao và các ngôi sao kép. Huygens đa đưa ra công thức mà bây giờ được biết đến dưới cái tên định luật thứ hai về chuyển động của Isaac Newton trong dạng một phương trình bậc hai. Newton đã công bố lại công thức và tổng quát hóa định luật này lên.
Huygens được coi là một trong những nhà toán học tiên phong trong sự phát triển phương pháp tính hiện đại với việc chứng minh được tính đẳng thời của đường Cycloid. Sau khi được Blaise Pascal khích lệ, Huygens đã viết quyển sách đầu tiên trong lĩnh vực lý thuyết xác suất, được xuất bản vào năm 1657.
Ông cũng làm việc trong lĩnh vực thiết kế những chiếc đồng hồ chính xác, cần thiết cho hải quân. Vào năm 1658, ông xuất bản một cuốn sách trong lĩnh vực này có tên là Horologium. Năm 1657 ông đăng ký sáng chế cho phát minh đồng hồ quả lắc, phát minh đã tạo ra một bước tiến lớn trong lĩnh vực đồng hồ. Bộ phận đáng chú ý do Huygens phát minh là cái hồi, đây là bộ phận giúp điều chỉnh lại tốc độ của đồng hồ và đồng hồ đeo tay. Ông cũng áp dụng chứng minh của mình về tính đẳng thời của đường Cycloid để tạo ra các má cycloid giúp hệ thống treo quả lắc hoạt động được trơn chu hơn, bảo đảm cho chuyển động đều của quả lắc bất chấp biên độ lớn của dao động, bất chấp làm thế nào mà quả lắc dịch chuyển liên tục từ bên này sang bên kia. Phần lý thuyết toán học và ứng dụng cụ thể của phát hiện này được in trong sách Horologium Oscillatorium năm 1673. Huygens cũng quan sát được hiện tượng hai quả lắc được treo trên cũng một thanh xà chuyển động theo các hướng trái ngược nhau một cách hoàn hảo, hiện tượng này ông gọi là sự đồng điệu kì lạ ngày nay biết dưới cái tên cộng hưởng. Trái với những điều mà phần lớn mọi người nghĩ, Huygens không phải một thợ đồng hồ, và được biết đến là một người không tự làm đồng hồ cho bản thân. Ông là một học giả, một nhà khoa học và một nhà phát minh, và chiếc đồng hồ quả lắc cổ nhất được biết đến là được làm "với đặc quyền" - sự cho phép của Huygens - bởi tay của thợ đồng hồ Salomon Coster ở Den Haag. Chiếc đồng hồ quả lắc cổ nhất còn được biết đến theo mẫu của Huygens năn 1657 có thể tìm thấy ở bảo tàng Boerhaave tại Leiden, tại đó cũng trưng bày cả chiếc đồng thiên văn vô cùng quan trọng của Huygens. Một phát triển khác trong kỹ thuật chế tạo đồng hồ của Huygens là đồng hồ lên dây cót, sáng chế này được ông thực hiện cùng thời điểm với sáng chế của Robert Hooke, dẫn đến cuộc tranh cãi về ai là chủ của sáng chế này kéo dài đến hàng thế kỉ. Vào tháng 2 năm 2006, bản photo bị mất tích của một bản viết tay của Hooke đã được tìm thấy ở Hampshire, cuộc tranh cãi về chiếc đồng hồ lên dây đến đây kết thúc nhờ những bản photo này.
Ngày 3 tháng 5 năm 1661, ông cùng hai nhà thiên văn học Thomas Streete và Richard Reeveshe đã quan sát và nhận thấy rằng Sao Thủy quay quanh Mặt Trời, qua kính viễn vọng Richard Reeves ở London.
Hội Hoàng gia Luân Đôn bầu Huygens thành một thành viên vào năm 1663. Năm 1666 Huygens chuyển đến Paris, nơi mà ông nắm giữ một vị trí trong Viện Hàn lâm Khoa học Pháp dưới sự bảo trợ của Louis XIV. Sử dụng Đài thiên văn Paris (hoàn thành vào năm 1672), ông đã mở rộng tầm nhìn của thiên văn học. Năm 1684 ông xuất bản cuốn sách Astroscopia Compendiaria mà trong đó ông có giới thiệu đến loại kính viễn vọng mới của ông.
Huygens còn nghiên cứu chi tiết về sự sống ngoài Trái Đất. Trong sách của ông Cosmotheoros, với đầu đề The celestial worlds discover'd: or, conjectures concerning the inhabitants, plants and productions of the worlds in the planets ông đã tưởng tượng về một vũ trụ tràn đầy sự sống, phần lớn cuộc sống đó tương đối giống với cuộc sống trên Trái Đất vào thế kỉ 17. Bầu không khí tự do của Hà Lan vào thời điểm này không chỉ cho phép mà còn khuyến khích cho nghiên cứu này. Một cách tương phản, trong khi đó, nhà triết học Giordano Bruno, một người cũng tin tưởng vào những cuộc sống ngoài Trái Đất, bị thiêu sống bởi Giáo hội La Mã vì đức tin của ông năm 1600.
Năm 1673, Huygens tiến hành các thí nghiệm về sự cháy trong. Mặc dù ông đã thiết kế được dạng đơn giản của động cơ đốt trong, chất đốt được tạo ra từ năng lương của đạn, nhưng ông không bao giờ thành công trong việc này.
Năm 1675, Christiaan Huygens nhận bằng sáng chế đồng hồ bỏ túi. Ông còn phát minh ra nhiều dụng cụ khác như bộ điều hòa 31 quãng cho đàn keyboard quãng 8.
Huygens trở lại Den Haag vào năm 1681 sau khi bị một trân ốm nặng. Ông cố gắng trở lại Pháp vào năm 1685 nhưng việc hủy bỏ của chỉ dụ Nantes đã ngăn cản dự định này. Huygens mất ở Den Haag ngày 8 tháng 7 năm 1695.